# Olympische Sommerspiele 1988/Teilnehmer (Antigua und Barbuda)
| Gelbes Symbol für Goldmedaillen mit stilisierten Olympischen Ringen | Graues Symbol für Silbermedaillen mit stilisierten Olympischen Ringen | Braundes Symbol für Bronzemedaillen mit stilisierten Olympischen Ringen |
| ------------------------------------------------------------------- | --------------------------------------------------------------------- | ----------------------------------------------------------------------- |
| —                                                                   | —                                                                     | —                                                                       |

Antigua und Barbuda nahm bei den Olympischen Spielen 1988 in Seoul zum dritten Mal an den Olympischen Sommerspielen teil. Die Delegation umfasste 15 Athleten.

## Teilnehmer nach Sportarten

### Boxen
- Lionel Francis
Männer, Bantamgewicht (bis 54 kg): 33. Platz
- Daryl Joseph
Männer, Weltergewicht (bis 67 kg): 17. Platz

### Leichtathletik
- Alfred Browne
Männer, 400 m: in der 1. Runde ausgeschieden (48,92 s)
- James Browne
Männer, Weitsprung: 17. Platz (7,67 m)
- Laverne Bryan
Frauen, 800 m: in der 1. Runde ausgeschieden (2:12,18 min)
Frauen, 1500 m: in der 1. Runde ausgeschieden (4:39,73 min)
- Dale Jones
Männer, 800 m: in der 1. Runde ausgeschieden (1:49,31 min)
Männer, 1500 m: in der 1. Runde ausgeschieden (3:51,22 min)
- Jocelyn Joseph
Frauen, 200 m: im Viertelfinale ausgeschieden (23,59 s)
- Howard Lindsay
Männer, 200 m: in der 1. Runde ausgeschieden (21,78 s)
- Barbara Selkridge
Frauen, 400 m: in der 1. Runde ausgeschieden (55,96 s)
- Oral Selkridge
Männer, 400 m Hürden: in der 1. Runde ausgeschieden (53,44 s)
- St. Clair Soleyne
Männer, 100 m: in der 1. Runde ausgeschieden (11,17 s)

- Alfred Browne, Howard Lindsay, Larry Miller, St. Clair Soleyne
Männer, 4 × 100-m-Staffel: in der 1. Runde ausgeschieden (41,18 s)
- Alfred Browne, Howard Lindsay, Larry Millers, Oral Selkridge
Männer, 4 × 400-m-Staffel: in der 1. Runde ausgeschieden (3:11,04 min)

### Radsport
- Ira Fabian
Männer, Sprint: 25. Platz
- Neil Lloyd
Männer, 1000 m Zeitfahren: 30. Platz
Männer, Punktefahren: dnf

### Segeln
- Eli Fuller
Männer, Windsurfen: 31. Platz